# Komitet Nauki i Techniki
Komitet Nauki i Techniki – centralna jednostka organizacyjna rządu istniejąca w latach 1963–1972, posiadająca uprawnienia naczelnego organu administracji państwowej, powołana w celu wytyczania kierunków rozwoju nauki i techniki oraz koordynowanie działań w dziedzinie badań naukowych i technicznych.

## Powołanie Komitetu
Na podstawie ustawy z 1963 r. o utworzeniu Komitecie Nauki i Techniki ustanowiono Komitet w miejsce zniesionego Komitetu do Spraw Techniki.

## Zakres działania Komitetu
Do zakresu działania Komitetu należały sprawy rozwoju nauki i techniki, w tym:
- opracowanie generalnych założeń rozwoju nauki i techniki;
- wytyczanie kierunków rozwoju dziedzin nauki i techniki mających duże znaczenie dla gospodarki narodowej oraz inicjowanie i koordynowanie zamierzeń i przedsięwzięć w tym zakresie;
- zapewnienie wykorzystania w praktyce osiągnięć nauki i techniki o podstawowym znaczeniu dla gospodarki narodowej;
- opracowywanie zbiorczych planów rozwoju materialno-technicznej bazy rozwoju nauki, jako podstawy do ustalania środków zapewniających właściwe proporcje w rozwoju nauki i techniki;
- koordynowanie działalności naukowo-badawczej Polskiej Akademii Nauk, resortu szkolnictwa wyższego i innych resortów w zakresie problemów związanych z rozwojem gospodarki narodowej oraz w celu zapewnienia wyprzedzającego charakteru badań naukowych;
- ustalanie wytycznych dotyczących kształcenia i doskonalenia kadr naukowych, inżynieryjno-technicznych i innych kadr niezbędnych dla rozwoju gospodarki narodowej;
- opracowanie projektów przepisów w sprawach rozwoju nauki i techniki oraz przedkładanie ich Radzie Ministrów.

## Szczegółowy zakres działania Komitetu
Na podstawie rozporządzenia Rady Ministrów z 1963 r. w ramach swego zakresu działania Komitet:
- opracowywał generalne założenia rozwoju nauki i techniki, zapewniał umieszczenie w projektach planów gospodarczych i planach resortów podstawowych zadań i wskaźników w zakresie prac naukowo-badawczych, projektowo-technologicznych, organizacyjno-technicznych, konstruktorskich i prac doświadczalnych, analizował ich realizację oraz oceniał efektywność ekonomiczną tych badań i prac;
- przygotowywał w porozumieniu z Komisją Planowania przy Radzie Ministrów i przedstawiał Radzie Ministrów projekty perspektywicznych, wieloletnich i rocznych planów prac naukowo-badawczych o szczególnym znaczeniu dla rozwoju gospodarki narodowej, ich finansowania:
- przedkładał Komisji Planowania przy Radzie Ministrów wykazy ważniejszych osiągnięć nauki i techniki przewidzianych do wdrożenia lub upowszechnienia w gospodarce narodowej,
- opiniował z punktu widzenia rozwoju nauki, postępu technicznego i wykorzystania osiągnięć naukowych projekty narodowych planów gospodarczych oraz sporządzał projekty zbiorczych planów rozwoju materialno-technicznej bazy nauki,
- ustalał wytyczne w sprawach metod i kierunków rekonstrukcji organizacyjno-technicznej gałęzi gospodarki narodowej,
- inicjował lub organizował oraz koordynował realizację badań naukowych i prac naukowo-badawczych, mających szczególne znaczenie dla planowego rozwoju gospodarki narodowej i postępu technicznego;
- przedstawiał Komisji Planowania przy Radzie Ministrów wnioski dotyczące zapewnienia w narodowych planach gospodarczych nakładów na wykorzystanie osiągnięć nauki i techniki w gospodarce narodowej oraz wspiera wdrożenia ze środków oddanych do dyspozycji Komitetu Nauki i Techniki,
- koordynował działalność naukowo-badawczą Polskiej Akademii Nauk, resortu szkolnictwa wyższego i innych resortów oraz organów państwowych i instytucji w zakresie problemów związanych z rozwojem gospodarki narodowej, zapewniając wyprzedzający charakter badań naukowych i zharmonizowanie działalności naukowo-badawczej z potrzebami gospodarki narodowej,
- ustalał w porozumieniu z Komitetem Współpracy Gospodarczej z Zagranicą, Polską Akademią Nauk i zainteresowanymi ministrami (kierownikami urzędów centralnych) problematykę naukową i techniczną ważną dla rozwoju gospodarki narodowej, umieszczaną w międzynarodowych porozumieniach wielostronnych i dwustronnych;
- ustalał wytyczne do prac stałej Komisji do spraw Koordynacji Badań Naukowych i Technicznych działającej w ramach Rady Wzajemnej Pomocy Gospodarczej;
- inicjował, organizował i koordynował wykorzystanie w kraju zagranicznych osiągnięć naukowych i technicznych o znaczeniu międzyresortowym,
- opracowywał zasady tworzenia i ustalał ogólne kierunki działania placówek naukowo-badawczych, projektowo-technologicznych i konstrukcyjnych oraz ustalał metody projektowania technologicznego i organizacji produkcji zakładów wytwórczych i usługowych, z uwzględnieniem nowoczesnych osiągnięć nauki, techniki i organizacji;
- ustalał wiodące jednostki organizacyjne w określonych problemach i tematach naukowo-badawczych o charakterze międzyresortowym,
- przygotowywał ogólne wytyczne w sprawie kształcenia kadr naukowych, inżynieryjno-technicznych i innych równorzędnych pod kątem potrzeb rozwoju gospodarki narodowej,
- czuwał nad racjonalnym rozmieszczeniem i wykorzystaniem kadr naukowych;
- ustalał wytyczne i koordynuje, w miarę potrzeby, doskonalenie kadr naukowych, inżynieryjno-technicznych i innych równorzędnych,
- opracowywał zasady i przedstawiał Radzie Ministrów wnioski w sprawie finansowania badań naukowych, placówek naukowo-badawczych, ośrodków informacji naukowej i techniczno-ekonomicznej oraz postępu technicznego, podziału środków finansowych na badania naukowe i rozwój techniki;
- opracowywał zbiorcze zestawienia środków na finansowanie nauki;
- analizował wykorzystanie środków finansowych przeznaczonych na te cele;
- ustalał zasady obliczania i analizy kosztów oraz oceny efektywności ekonomicznej badań naukowych i postępu technicznego,
- ustalał wytyczne i koordynował działalność w zakresie informacji naukowej i techniczno-ekonomicznej;
- ustalał ogólne wytyczne w zakresie wydawnictw i tłumaczeń naukowych i technicznych,
- opiniował na zlecenie Rządu lub z własnej inicjatywy, założenia i projekty wstępne szczególnie ważnych inwestycji pod kątem ich poziomu technicznego;
- ustalał wytyczne w sprawie metod oceny technicznej dokumentacji projektowo-kosztorysowej inwestycji,
- ustalał ogólne wytyczne w sprawach podniesienia jakości produkcji i kształtowania racjonalnych form wyrobów przemysłowych; koordynuje działalność normalizacyjną i unifikacyjną z całokształtem zagadnień rozwoju nauki i techniki,
- inicjował przedsięwzięcia mające na celu krzewienie kultury i wiedzy technicznej wśród społeczeństwa; inicjuje akcje wystawiennictwa technicznego; współpracuje z instytucjami naukowymi i technicznymi za granicą.

## Skład Komitetu
W skład Komitetu wchodzili:
- przewodniczący,
- zastępcy przewodniczącego,
- sekretarz,
- członkowie.

Przewodniczącym Komitetu był Wiceprezes Rady Ministrów. Zastępców Przewodniczącego, Sekretarza i członków Komitetu powoływał Prezes Rady Ministrów.

## Zniesienie Komitetu
Na podstawie ustawy z 1972 r. o zniesieniu Komitetu Nauki i Techniki zlikwidowano Komitet.